# Главацький Георгій Костянтинович
Георгій Костянтинович Главацький (нар. 6 вересня 1907 — пом. 14 вересня 1990) — Герой Радянського Союзу (1942). У роки Німецько-радянської війни був військовим комісар батальйону 381-го стрілецького полку 109-ї стрілецької дивізії Окремої Приморської армії, пізніше командував стрілецьким полком.

## Біографія
Народився 6 вересня 1907 року в місті Одеса в робітничій родині. Закінчив 5 класів школи, обласні курси пропагандистів. Працював слюсарем на Одеському цукрорафінадному заводі. Член КП(б)У з 1931 року.
У 1935 році закінчив Харківський пожежний технікум. Очолював пожежну команду Одеської бісквітної фабрики, з 1938 року — забезпечував пожежну охорону Одеського оперного театру, потім — 3-го державного олійзаводу.
З початком німецько-радянської війни добровольцем пішов на фронт. Служив кулеметником, а у вересні 1941 року призначений командиром кулеметного взводу. Брав участь в обороні Одеси. В жовтні 1941 року морем евакуйований до Севастополя, де брав участь в обороні міста як комісар 1-го батальйону стрілецького полку 109-ї стрілецької дивізії. Особливо відзначився під час спроби противника прорватись в Севастополь з боку Балаклави. Після загибелі командира батальйону перейняв на себе керівництво. Вміло організував оборону рубежу, неодноразово водив бійців у контратаки. Під час однієї з атак був контужений, проте не залишив поле бою.
Указом Президії Верховної Ради СРСР від 20 червня 1942 року за зразкове виконання бойових завдань командування і виявлені відвагу і героїзм, політрукові Главацькому Георгію Костянтиновичу присвоєно звання Героя Радянського Союзу з врученням ордена Леніна і медалі «Золота Зірка» (№ 740).
Наприкінці червня 1942 року був важко поранений і евакуйований до шпиталю на Північний Кавказ. Після одужання в 1943 році закінчив командирські курси «Постріл», написав книжку «В боях за Севастополь», яка вийшла друком в Тбілісі у 1943 році.
Восени 1943 року підполковник Главацький Г. К. призначений командиром 166-го гвардійського стрілецького полку 55-ї гвардійської стрілецької дивізії 18-ї армії. Брав участь у звільненні Північного Кавказу і Таманського півострову, у проведенні Керченсько-Ельтигенської десантної операції в листопаді 1943 року. В подальшому воював на території Білорусі, Польщі, Чехословаччини і Німеччини.
З 28 червня по 4 грудня 1945 року обіймав посаду командира 150-го гвардійського стрілецького полку 50-ї гвардійської стрілецької дивізії.
У 1946 році за станом здоров'я (вроджена вада серця) вийшов у запас у званні полковника.
У 1955 році закінчив Одеський технікум харчової промисловості (нині Технічний коледж Одеської національної академії харчових технологій). Працював на Одеському жиркомбінаті заступником директора, директором. У 1979 році вийшов на пенсію.
Брав активну участь в громадському житті, очолював Раду ветеранів Приморської армії, був членом президії Одеської секції Радянського комітету ветеранів війни.
Помер 14 вересня 1990 року. Похований в Одесі.

## Нагороди
- Медаль «Золота Зірка» Героя Радянського Союзу.
- Орден Леніна.
- Три ордени Червоного Прапора.
- Орден Суворова 3-го ступеня.
- Два ордени Вітчизняної війни 1-го ступеня.
- Медалі.

## Твори
- В боях за Севастополь/ Г. К. Главацкий. — Тбилиси, 1943.

## Вшанування пам'яті
- В Одесі на будинку № 20 по вулиці Ковальській (Кузнечній) встановлена меморіальна дошка на честь Г. К. Главацького.